# Кристенсен, Хейден
Хе́йден Кри́стенсен (англ. Hayden Christensen; род. 19 апреля 1981, Ванкувер, Британская Колумбия, Канада) — канадский актёр, получивший мировую известность благодаря исполнению роли Энакина Скайуокера во второй и третьей частях трилогии приквелов Джорджа Лукаса «Звёздные войны».

## Ранние годы
Хейден Кристенсен родился 19 апреля 1981 года в Ванкувере, Канада, в семье канадского программиста датского происхождения Дэвида Кристенсена и американского спичрайтера итало-шведских кровей Эли Нельсон. Детство Хейдена проходит в Торонто, где он посещает школу. Кристенсен ― один из четырех детей, у него есть старший брат по имени Туве, старшая сестра Хейса и младшая сестра Кейлен. Кристенсен был спортсменом в средней школе, играл в хоккей и теннис.
Он проводил лето на Лонг-Айленде со своей бабушкой со стороны матери, Розой Шварц, и посещал Актерскую студию в Нью-Йорке. Кристенсен также учился в Нью-йоркской драматической программе в Юнионвилльской средней школе в Маркхэме, Онтарио. Однажды он отправился на кастинг вместе с сестрой, в результате она получила роль в рекламе чипсов Pringles, а он начал сниматься в рекламных роликах, включая рекламу сиропа от кашля в 1988 году.

## Карьера
Помимо работы на телевидении, Кристенсен начинает появляться и на большом экране. После эпизодических ролей в нескольких картинах, самая известная из которых — дебютный фильм Софии Копполы «Девственницы-самоубийцы» (1999), он получает приглашение принять участие в съёмках семейной драмы «Жизнь как дом» (2001). Героем Кристенсена становится сын главного героя, Сэм Монро, пытающийся разобраться в своих непростых отношениях с отцом.
12 мая 2000 года Кристенсен объявил, что будет сниматься в роли взрослого Энакина Скайуокера в фильмах «Звёздные войны. Эпизод II: Атака клонов» (2002) и «Звёздные войны. Эпизод III: Месть ситхов» (2005). Ранее Скайуокер был изображен Джейком Ллойдом в детстве в «Звёздные войны. Эпизод I: Скрытая угроза» (1999). Директор по кастингу рассмотрел около 1500 других кандидатов, прежде чем режиссёр Джордж Лукас выбрал Кристенсена. Агент, представлявший интересы актёра, выслал Лукасу пилотный эпизод сериала «Выше земли», в котором на тот момент Хейден играл главную роль.
Актёрская игра Кристенсена воспринимается неоднозначно. Роль в фильме «Жизнь как дом» принесла Кристенсену награду Национального совета кинокритиков США и номинацию на премию «Золотой глобус» как лучшему исполнителю второго плана, в то время как его работа в «Звёздных войнах» была неоднократно удостоена антипремии «Золотая малина» как худшая роль второго плана. 
Далее он получил положительные отзывы за фильм «Афера Стивена Гласса», в котором рассказывается правдивая история журналиста Стивена Гласса, который, как было обнаружено, фабриковал истории в качестве автора для New Republic и других изданий.
В 2005 году получил премию Young Hollywood Awards / Молодой Голливуд. За роль в фильме «Звёздные войны. Эпизод III: Месть ситхов», несмотря на полученную им антипремию «Золотая малина», был номинирован на Сатурн как лучший киноактёр. Также был номинирован на «Сатурн» как лучший актёр в 2003 году за роль в фильме «Звёздные войны. Эпизод II: Атака клонов».
В 2003 году получил приз компании «Шопар» как лучший молодой актёр. Фильм «Афера Стивена Гласса» был хорошо воспринят как зрителями, так и кинокритиками (99 % положительных отзывов), но по неясным причинам не участвовал в каких-либо номинациях на «Оскар».
В период с 2006 по 2007 год он снялся в фильме «Наркоз» с Джессикой Альбой, а также в фильме  «Я соблазнила Энди Уорхола». Они получили номинацию на  премию Золотая малина за худшую экранную пару. Затем последовала роль в фильме «Телепорт» с Кристенсеном в главной роли, компанию ему составила Рейчел Билсон. Фильм был выпущен в 2008 году. Затем Билсон и Кристенсен снова снялись вместе в фильме «Нью-Йорк, я люблю тебя».
В октябре 2009 года Кристенсен приступил к съёмкам фильма ужасов «Исчезновение на 7-й улице» режиссёра Брэда Андерсона. Следующей работой Кристенсена в кино была роль в боевике «Мальчики-налётчики» с Идрисом Эльбой и Полом Уокером, выпущенной в США 27 августа 2010 года. В анимационном фильме «Квантовый квест: Космическая одиссея» Кристенсен озвучил персонажа по имени Джаммер.
В 2010 году Кристенсен подал в суд на сеть USA Network по обвинению в том, что они украли его идею для сериала «Дорогой доктор». В иске утверждается, что он встретился с представителями USA Network, чтобы представить аналогичный сценарий под названием Housecalls. Во время встречи ему не сообщили, что аналогичная программа находится в разработке. Хотя федеральный судья сначала отклонил иск Кристенсена в 2011 году, в июне 2012 года Апелляционный суд 2-го округа отменил это решение и вернул дело в окружной суд для дальнейшего разбирательства, что считалось юридической победой Кристенсена.
20 мая 2013 года, во время Каннского кинофестиваля, российская компания Enjoy Movies объявила о создании Glacier Films, компании-альянса с Кристенсеном и его братом Туве. В течение трёхлетнего периода Glacier Films была намерена снять 11 малобюджетных фильмов стоимостью 1,5 миллиона долларов каждый. Съёмки первого проекта «Ограбление по-американски» с Кристенсеном, Эдриеном Броуди и Джорданой Брюстер в главных ролях начались в июне 2013 года. Это ремейк фильма Стива Маккуина «Большое ограбление банка в Сент-Луисе». В 2014 году он снялся в боевике «В изгнании» вместе с Николасом Кейджем.
В 2015 году Кристенсен снялся в фильме «90 минут на небесах» по мотивам одноимённого бестселлера. В 2015 году начались съёмки неизданного фильма ужасов о нацистских зомби времён Второй мировой войны под названием «Нежить», главную роль в котором сыграл Кристенсен. В 2017 году он снялся в боевике «Первое убийство» вместе с Брюсом Уиллисом. В 2018 году он снялся в канадско-американской романтической комедии «Маленькая Италия» с Эммой Робертс, в том же году вышел фильм «Последний человек» с его участием.
В 2019 году Кристенсен вернулся к роли Энакина Скайуокера, озвучив эпизодическую роль персонажа в «Звёздные войны: Скайуокер. Восход». Кристенсен повторил свою роль Энакина Скайуокера / Дарта Вейдера в сериалах на канале Disney+ «Оби-Ван Кеноби» (2022) и «Асока» (2023).

## Личная жизнь
Встречался со своей коллегой по фильму «Телепорт» (2008) Рэйчел Билсон до августа 2010. В ноябре того же года пара возобновила отношения. 21 мая 2014 года стало известно, что пара ожидает появления первенца. 29 октября 2014 года у них родилась дочь, которую назвали Брайер Роуз Кристенсен. В сентябре 2017 стало известно, что Хейден и Рэйчел снова расстались.
В 2007 году Кристенсен купил ферму недалеко от Аксбриджа, Онтарио. В 2008 году он рассказал, что сам ремонтировал собственность и посвящал время изучению домашнего скота, сельскохозяйственных культур и техники. В ноябре 2013 года Кристенсен сотрудничал с канадской сетью магазинов модной одежды RW&Co и выпустил линию мужской одежды.
Является фанатом хоккейного клуба Торонто Мейпл Лифс. Работал моделью в рекламе Louis Vuitton, а также был лицом аромата Lacoste Challenge. Участвовал в кампании Product Red, целью которой является повышение осведомленности о ее усилиях по борьбе со СПИДом в Африке.

## Фильмография
| Год  |   | Русское название                         | Оригинальное название                      | Роль                           |
| ---- | - | ---------------------------------------- | ------------------------------------------ | ------------------------------ |
| 1993 | с | Семейные страсти                         | Family Passions                            | Скип МакДир                    |
| 1995 | ф | В пасти безумия                          | In the Mouth of Madness                    | Мальчик-газетчик на велосипеде |
| 1995 | ф | Харрисон Бержерон                        | Harrison Bergeron                          | Эрик                           |
| 1997 | с | Мурашки                                  | Goosebumps                                 | Зейн                           |
| 1999 | ф | Свободное падение                        | Free Fall                                  | Патрик Бреннан                 |
| 1999 | ф | Девственницы-самоубийцы                  | The Virgin Suicides                        | Джо Хилл Конли                 |
| 2000 | с | Выше земли                               | Higher Ground                              | Скотт Берринджер               |
| 2001 | ф | Жизнь как дом                            | Life as a House                            | Сэм Монро                      |
| 2002 | ф | Звёздные войны. Эпизод II: Атака клонов  | Star Wars Episode II: Attack of the Clones | Энакин Скайуокер               |
| 2003 | ф | Афера Стивена Гласса                     | Shattered Glass                            | Стивен Гласс                   |
| 2005 | ф | Звёздные войны. Эпизод III: Месть ситхов | Star Wars Episode III: Revenge of the Sith | Энакин Скайуокер / Дарт Вейдер |
| 2006 | ф | Я соблазнила Энди Уорхола                | Factory Girl                               | Боб Дилан                      |
| 2007 | ф | Территория девственниц                   | Decameron: Angels & Virgins                | Лоренцо                        |
| 2007 | ф | Наркоз                                   | Awake                                      | Клэй Бэресфорд                 |
| 2008 | ф | Телепорт                                 | Jumper                                     | Дэвид Райс                     |
| 2009 | ф | Нью-Йорк, я люблю тебя                   | New York, I Love You                       | Бен                            |
| 2010 | ф | Мальчики-налётчики                       | Takers                                     | ЭйДжей                         |
| 2010 | ф | Исчезновение на 7-й улице                | Vanishing on 7th Street                    | Люк                            |
| 2014 | ф | В изгнании                               | Outcast                                    | Джейкоб                        |
| 2015 | ф | Ограбление по-американски                | American Heist                             | Джеймс                         |
| 2015 | ф | 90 минут на небесах                      | 90 Minutes in Heaven                       | Дон Пайпер                     |
| 2017 | ф | Первое убийство                          | First Kill                                 | Уилл Бимен                     |
| 2018 | ф | Маленькая Италия                         | Little Italy                               | Лео Кампо                      |
| 2019 | ф | Звёздные войны: Скайуокер. Восход        | Star Wars: The Rise of Skywalker           | Энакин Скайуокер (голос)       |
| 2022 | с | Оби-Ван Кеноби                           | Obi-Wan Kenobi                             | Энакин Скайуокер / Дарт Вейдер |
| 2023 | с | Асока                                    | Ahsoka                                     | Энакин Скайуокер / Дарт Вейдер |